# Korniłki
Korniłki (biał. Карнілкі, Karniłki; ros. Корнилки, Korniłki) – wieś na Białorusi, w obwodzie grodzieńskim, w rejonie lidzkim, w sielsowiecie Trzeciakowce.

## Historia
W XIX i w początkach XX w. położone były w Rosji, w guberni wileńskiej, w powiecie lidzkim.
W dwudziestoleciu międzywojennym leżały w Polsce, w województwie nowogródzkim, w powiecie lidzkim, w gminie Dokudowo. W 1921 miejscowość liczyła 96 mieszkańców, zamieszkałych w 17 budynkach, w tym 81 Polaków i 15 Białorusinów. 51 mieszkańców było wyznania rzymskokatolickiego i 45 prawosławnego.
Po II wojnie światowej w granicach Związku Sowieckiego. Od 1991 w niepodległej Białorusi.